# 音水ちくさ県立自然公園
音水ちくさ県立自然公園（おんずいちくさけんりつしぜんこうえん）とは、兵庫県中西部にある兵庫県立の自然公園である。

## 概要
兵庫県の播磨地方西北部の宍粟市、佐用郡佐用町、但馬地方南部の養父市に広がる。氷ノ山後山那岐山国定公園に南接し、千種川上流域および揖保川水系引原川上流域を中心とした山岳地帯を公園域として、1958(昭和33)年11月21日に指定された。指定時の名称は音水深林県立自然公園であり、現名称には1999(平成11)年に改称された。総面積は9,756ヘクタールで、うち特別地域が3,376ヘクタールとなっている。

## 名所

### 山岳
- 日名倉山 - 標高1,047.4メートル。関西百名山。ただし当公園内ではなく隣接する氷ノ山後山那岐山国定公園の区域内[4]。後述する船越山、音水渓谷、音水湖、瑠璃寺も同様である。
- 船越山 - 標高727メートル。

### 高原
- ちくさ高原

### 渓谷・滝
- 音水渓谷 - 水源の森百選。ひょうごの森百選。
- 横行渓谷 - 円山川水系に属する。

### 湖
- 音水湖（引原ダム）

### その他
- 瑠璃寺 - 新西国三十三箇所観音霊場第33番、播磨西国三十三箇所観音霊場第11番。
- くるみの里キャンプ場
- 新戸倉スキー場(2009年-2010年シーズンから休業中)
- 長源寺
- 道の駅はが